# Prosorhynchus ozakii
Prosorhynchus ozakii är en plattmaskart. Prosorhynchus ozakii ingår i släktet Prosorhynchus och familjen Bucephalidae. Inga underarter finns listade i Catalogue of Life.